# Стела Голоду
24°03′ пн. ш. 32°52′ сх. д. / 24.050° пн. ш. 32.867° сх. д.

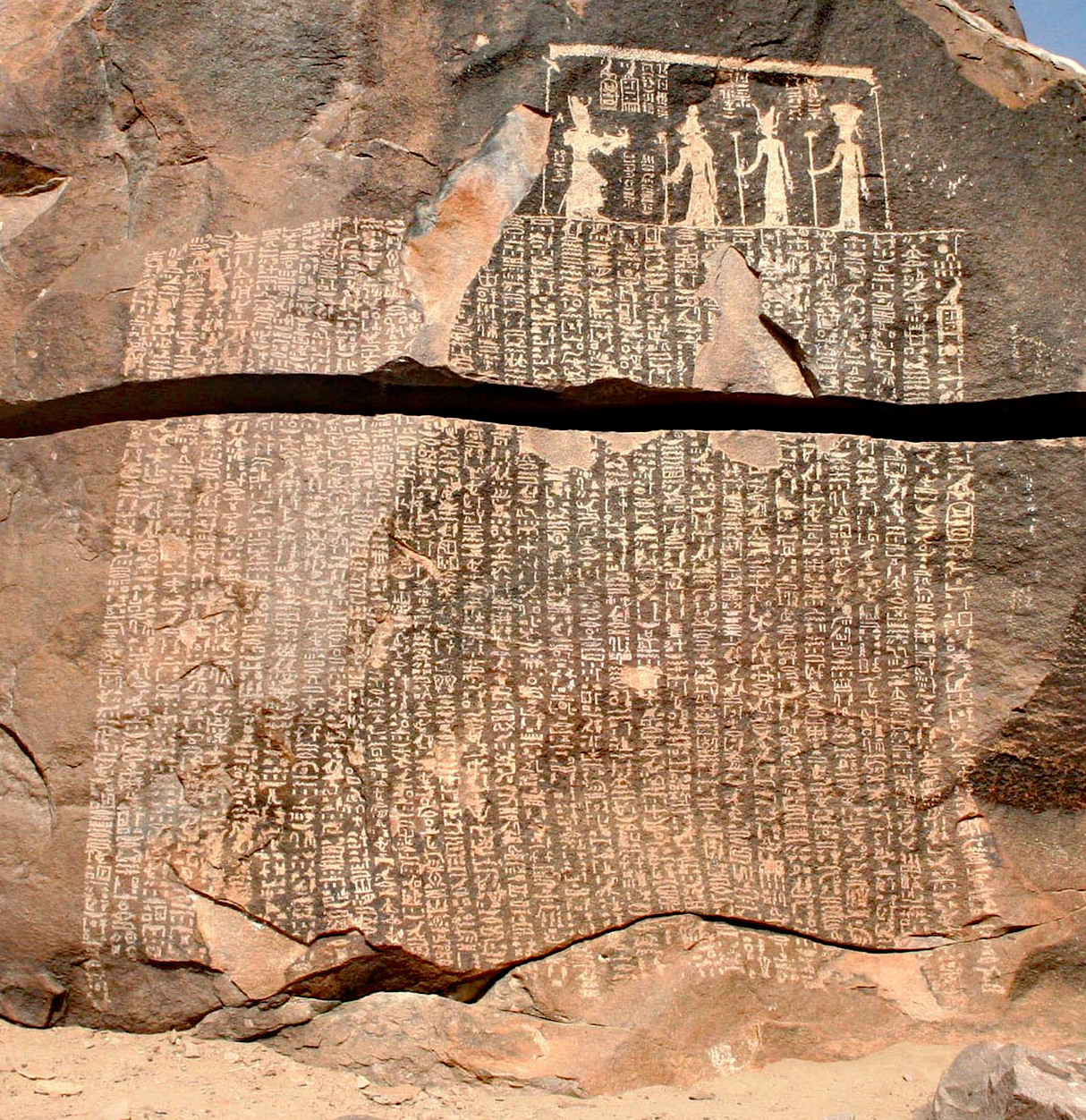
Стела Голоду. Деякі різьблені розділи відсутні.

"Стела Голоду" - написана ієрогліфами стела, що розташована на острові Сіхіл на річці Ніл в районі Асуана в Єгипті, в якій йдеться про семирічний період посухи і голоду під час правління 3-ї династії царя Джосера. Вважається, що стела була написана під час династії Птолемеїв, що правила у 332—331 рр. до н.е.

## Опис
Стела Голоду була написана на гранітній поверхні природної скелі. Напис написаний ієрогліфами і містить 42 стовпці. У верхній частині стели зображено трьох єгипетських божеств: Хнум, Сатет і Анукет. Широка тріщина, яка вже була там у момент створення стели, проходить через середину каменю. Деякі розділи стели пошкоджені, через це є кілька уривків тексту.

## Напис
Текст описує, як цар засмучений і хвилюється, оскільки земля Єгипту знаходиться під владою посухи вже сім років, і протягом цього часу відсутні щорічні розливи Нілу. Джосер звертається по допомогу до жерців свого візира Імхотепа. Священнослужителі ведуть розслідування в архівах храму Тота в Гермополі. Жрець повідомляє цареві, що розливами Нілу керує бог Хнум, що мешкає на острові Елефантіна на півдні країни. Хнум сердитий, і з цієї причини він не дозволяє водам Ніла текти належним чином. Джосер наказує доставити на південь приношення, намагаючись вгамувати бога. Наступної ночі цар бачить сон, в якому Хнум обіцяє покласти край голоду. Цар видає указ, в якому він надає храму Хнума на Елефантині область між Асуаном і Такомпсо з усіма її багатствами, а також частину всього імпорту з Нубії.

## Датування напису
Так, як спочатку стела перекладена та вивчена французьким єгиптологом Pascal Barguet 1950 року, вона мала великий інтерес для істориків і єгиптологів. Дата написання може бути приурочена до періоду Птолемеїв, можливо, під час правління царя Птолемея V (205—180 до н.е.). Єгиптологи, такі як Міріам Лікстем і Вернер Вічетейл припустили, що місцеві жерці Хнума створили цей текст. Різні релігійні групи в Єгипті під час династії Птолемеїв боролися за владу і вплив. Так що історію зі Стели Голоду можна було б використовувати як засіб легітимізації влади священиків культу Хнума над областю Елефантіна.
Під час першого перекладу стели вважалося, що історія семирічного голоду була пов'язана з біблійною історією в книзі Буття, де також голод сім років тривав. Але останні дослідження показали, що семирічний голод був міфом, загальний майже для всіх культур Близького Сходу. Месопотамські легенди також говорять про семирічний голод і у відомому епосі про Гільгамеша бог Ану дає пророцтво про голод протягом семи років. Ще одна єгипетська казка про тривалу посуху з'являється в так званій "Книзі Храму", яку переклав Йоахим Фрідріх Квак. Стародавні текстові звіти про фараона Неферкасокара (в кінці другої династії) також розповідають про семирічний голод під час його правління.
Стела Голоду надає корисні дані для єгиптологів та істориків, які беруть участь у відновленні царської хронології Стародавнього царства Єгипту.